# Leptonetela deltshevi
Leptonetela deltshevi är en spindelart som först beskrevs av Brignoli 1979.  Leptonetela deltshevi ingår i släktet Leptonetela och familjen Leptonetidae.
Artens utbredningsområde är Turkiet. Inga underarter finns listade i Catalogue of Life.